# لواء كرملي
لواء كرملي (بالعبرية: חטיבת כרמלי، خطيفات كرملي) ويعرف أيضاً باسم اللواء الثاني، واللواء 165 سابقاً، هو لواء مشاة احتياطي في الجيش الإسرائيلي، يتبع الفرقة 319 (هامابتز)، ويرتبط تقليدياً بالقيادة الشمالية. يتألف اللواء اليوم من أربع كتائب، بما في ذلك كتيبة استطلاع واحدة. ويؤدي جنوده خدمتهم الإلزامية أولاً في الكتيبة 13 (جدعون) التابعة للواء جولاني قبل إلحاقهم به.
أخذ اللواء اسمه من موشيه كرمل، القائد الأول للواء وفي 2005 عاد اسمه التاريخي «اللواء الثاني».

## تاريخه
تشكل اللواء في 22 فبراير 1948، أثناء حرب 1948، عندما انقسم لواء ليفانوني في الجليل إلى لواء جولاني الأول ولواء كرملي الثاني. تألف اللواء من ثلاث كتائب (21 و22 و23) في أيامه الأولى، على الرغم من أنه في وقت لاحق خلال الحرب تشكلت الكتيبة 24. وقد شارك منذ ذلك الحين في جميع حروب وعمليات إسرائيل الكبرى تقريباً، بما في ذلك حرب 1956، وحرب 1967، وحرب الاستنزاف، وحرب 1973، وعملية الليطاني، وحرب لبنان الأولى والثانية،

## العتاد
جنود اللواء مسلحون بناقلات الجنود المدرعة إم-113 ومدافع هاوتزر ذاتي الحركة طراز إم 109 ومدمرات الدبابات طراز إم-910 [الإنجليزية] المسلحة بصواريخ مضادة للدبابات طراز بي جي إم-71 تاو.

## تشكيل اللواء في 2023
- لواء المشاة الثاني «كرملي»
  - كتيبة المشاة 7002
  - كتيبة المشاة 7003
  - كتيبة المشاة 9316
  - كتيبة المدفعية 9251
  - السرية 310 المضادة للدبابات
  - سرية سايريت ماتكال للاستطلاع
  - سرية إشارة